# Jun’ichi Oka
Jun’ichi Oka (jap. 岡 淳一, Oka Jun’ichi; * um 1925) ist ein japanischer Badmintonspieler. 

## Karriere
Jun’ichi Oka gewann den Titel im Herreneinzel bei den ersten nationalen Meisterschaften von Japan 1947. Bis 1950 verteidigte er den Titel im Einzel. Im Herrendoppel war er 1949 und 1950 erfolgreich.

## Sportliche Erfolge
| Saison | Veranstaltung                | Disziplin    | Platz | Name                        |
| ------ | ---------------------------- | ------------ | ----- | --------------------------- |
| 1947   | Japan: Einzelmeisterschaften | Herreneinzel | 1     | Junichi Oka                 |
| 1948   | Japan: Einzelmeisterschaften | Herreneinzel | 1     | Junichi Oka                 |
| 1949   | Japan: Einzelmeisterschaften | Herreneinzel | 1     | Junichi Oka                 |
| 1949   | Japan: Einzelmeisterschaften | Herrendoppel | 1     | Junichi Oka / Mankichi Sōma |
| 1950   | Japan: Einzelmeisterschaften | Herreneinzel | 1     | Junichi Oka                 |
| 1950   | Japan: Einzelmeisterschaften | Herrendoppel | 1     | Junichi Oka / Michiaki Oka  |

## Referenzen
- Japanische Badmintonmeisterschaften 1947-2004 (Memento vom 28. August 2007 im Internet Archive)
- Annual Handbook of the International Badminton Federation, London, 29. Auflage 1971, S. 222–223

| Personendaten    | Personendaten                |
| ---------------- | ---------------------------- |
| NAME             | Oka, Jun’ichi                |
| ALTERNATIVNAMEN  | 岡淳一 (japanisch)           |
| KURZBESCHREIBUNG | japanischer Badmintonspieler |
| GEBURTSDATUM     | um 1925                      |